# タイムアウト (雑誌)
『タイムアウト』（Time Out）は、タイムアウト・グループが発行する国際的な雑誌。2012年、『Time Out』は週間30万7000人以上に読まれている無料誌になった。